# Allocosa danneili
Allocosa danneili este o specie de păianjeni din genul Allocosa, familia Lycosidae. A fost descrisă pentru prima dată de Dahl, 1908. Conform Catalogue of Life specia Allocosa danneili nu are subspecii cunoscute.